# Agama insularis
Espèce
Statut de conservation UICN

 LC  : Préoccupation mineure
Agama insularis est une espèce de sauriens de la famille des Agamidae.

## Répartition
Cette espèce est endémique de Roume dans les îles de Loos en Guinée. 

## Publication originale
- Chabanaud, 1918 : Etude d’une collection de reptiles de l’Afrique occidentale français. Bulletin du Muséum d'Histoire Naturelle, Paris, vol. 24, p. 160-166 (texte intégral).